# Miedzna
Miedzna è un comune rurale polacco del distretto di Węgrów, nel voivodato della Masovia.
Ricopre una superficie di 115,78 km² e nel 2004 contava 4 158 abitanti.